# بوينغ أوسي 135ب أوبن سكايز
طائرة بوينغ أوسي 135ب أوبن سكايز (الأجواء المفتوحة) هي طائرة رصد يستخدمها سلاح الجو الأميريكي بناء على معاهدة الأجواء المفتوحة. طائرات هي معدلة من بوينغ دبليوسي-135 كونستانت فينيكس وتطير من دون أسلحة في رحلات المراقبة على الأطراف المشاركة في المعاهدة. تحمل أجهزة الاستشعار التي تتضمن الأشعة تحت الحمراء والخط الماسح الضوئي والرادار ذي الفتحة التركيبية وفيديو مسح أجهزة الاستشعار.

## المواصفات
البيانات من [بحاجة لمصدر]
الخصائص العامة
- الطاقم: سبعة (tثلاثة ملاحين، ملاحين مستكشفين اثنين،  ومدققين اثنين)
- الطول: 136 قدم 3 بوصة (41.53 م)
- باع الجناح: 130 قدم 10 انش (39.88 م)
- الارتفاع: 41 قدم 8 بوصة (12.70 م)
- مساحة الجناح : 2,433 قدم² (226 م²)
- الوزن فارغة: 98,466 ليبرة (44,663 كغ)
- الوزن محملة: 297,000 ليبرة (135,000 كغ)
- وزن الإقلاع الأقصى: 322,500 ليبرة (146,000 كغ)
- محرك الطائرة: 4 × برات و ويتني TF33-P-5 مراوح تربو مع نفث عكسي, 18,000 ليبرة]] (80 كيلونيوتن) الواحد

الأداء
- السرعة القصوى: 580 ميل/ساعة (933 كم/س)
- مدى (طائرة): 3,450 ميل (5,550 كم)
- سقف الخدمة: 50,000 قدم (15,200 م)
- معدل الصعود: 4,900 قدم/د (1,490 م/د)

### تطويرات ذات صلة
- بوينغ سي-135 ستراتوليفتر
- بوينغ كي سي-135 ستراتوتانكر
- بوينغ دبليو سي-135 كونستانت ليفتر

### قوائم ذات صلة
- قائمة الطائرات العسكرية النشطة في الولايات المتحدة